# أندرو هاميلتون راسيل
أندرو هاميلتون راسيل (بالإنجليزية: Andrew Hamilton Russell)‏ هو عسكري نيوزيلندي، ولد في 23 فبراير 1868 في نيبيار في نيوزيلندا، وتوفي في 29 نوفمبر 1960 في نيوزيلندا.